# Nicomorphin
Nicomorphin ist ein halbsynthetisch hergestelltes Opioid mit starker analgetischer (schmerzstillender) Wirksamkeit.
Nicomorphin wirkt als reiner Agonist am μ-Opioid-Rezeptor.
Strukturell handelt es sich um einen Diester des Morphins mit zwei Molekülen Nicotinsäure.

## Geschichte
Nicomorphin wurde 1957 als starkes Analgetikum entwickelt. Seit 1961 wird es durch die Single Convention on Narcotic Drugs reguliert (Gruppe 2). In Deutschland ist es ein nicht verkehrsfähiges Betäubungsmittel.

## Chemie

### Gewinnung und Darstellung
Nicomorphin wurde erstmals 1959 halbsynthetisch aus Morphin hergestellt.

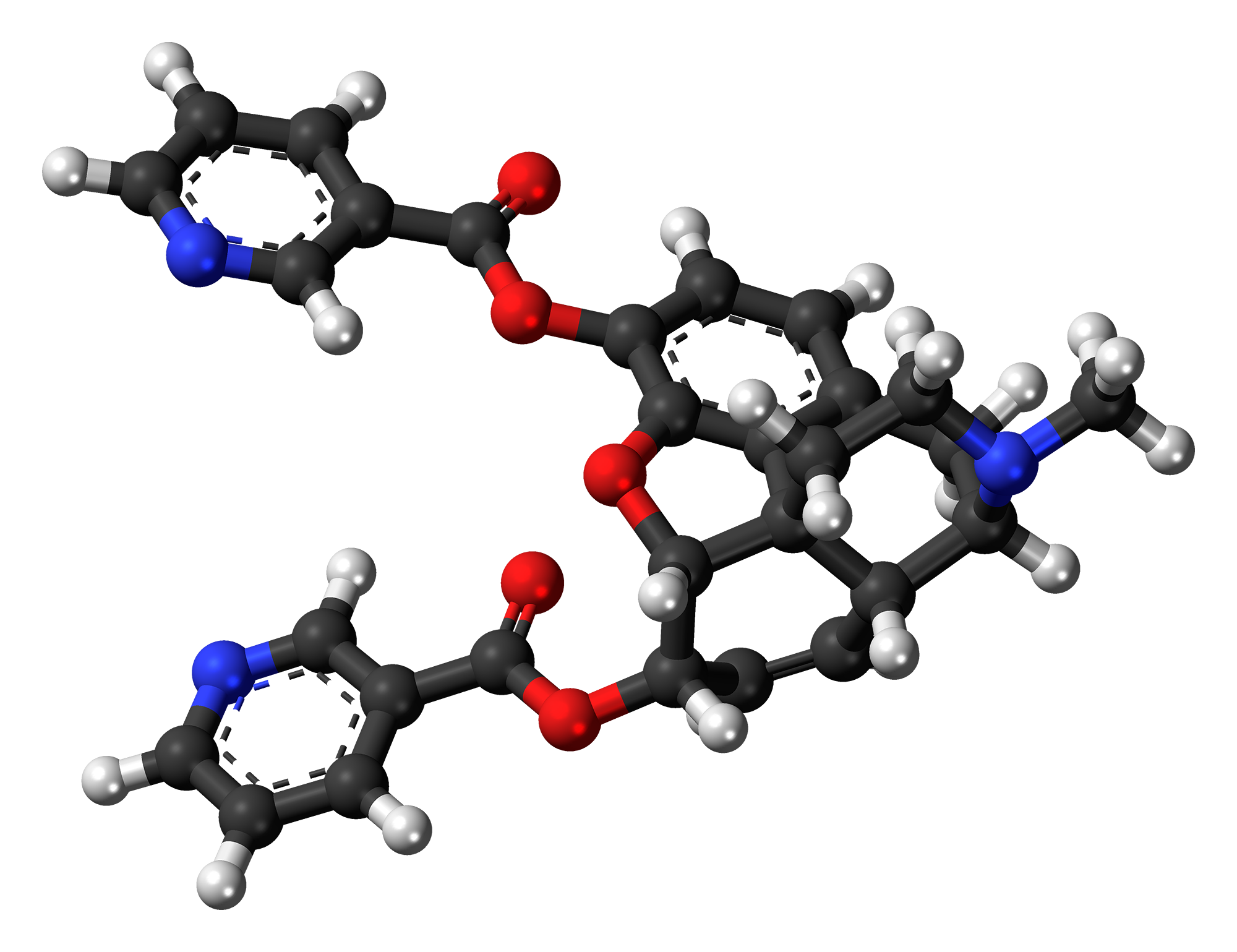
Kugel-Stab-Modell von Nicomorphin

## Pharmakologie

### Wirkung
Nicomorphin hat als Opioid dasselbe Wirkungs- und Nebenwirkungsprofil und somit im Wesentlichen dasselbe Gefahrenpotential wie andere Opioide. Es ist ein Prodrug von Morphin. Es besitzt aufgrund seiner höheren Lipophilie einen schnelleren Wirkungseintritt als Morphin.

### Nebenwirkungen
Nebenwirkungen können bei Nicomorphin auftreten, die die vorbestehende Toleranz gegenüber Opioiden aufgrund des Vorkonsums überschreiten. Dies sind Müdigkeit, Schlafstörungen, Benommenheit, Übelkeit, Erbrechen, Ödeme in den Beinen, Harnverhaltung, Obstipation und Pruritus.
Sie verschwinden in der Regel mit der Toleranzentwicklung oder Reduktion der Dosis.
Am längsten halten sich Schlaf- und sexuelle Störungen.
Nicomorphin hat bei Einnahme während der Schwangerschaft eine Wirkung auf den Fötus.

### Pharmakokinetik
Nach intravenöser Gabe besitzt Nicomorphin eine Plasmahalbwertszeit von drei Minuten und wird im Blutkreislauf und der Leber zu den pharmakologisch wirksamen Metaboliten Morphin und 6-Nicotinylmorphin verstoffwechselt. Das Morphin besitzt eine Plasmahalbwertszeit von 135–190 Minuten, Nicotinylmorphin 3 bis 15 Minuten.
Bei epiduraler Anwendung ist es für etwa anderthalb Stunden nachweisbar. Die Wirkungsdauer liegt bei 18,2 ± 10,1 Stunden. Die Plasmahalbwertszeit liegt wie bei intravenöser Gabe, nur wird Nicomorphin langsam an den Blutkreislauf abgegeben.
Nach rektaler Gabe von Nicomorphin ist Morphin nach acht Minuten im Serum nachweisbar und besitzt eine Plasmahalbwertszeit von 1,48 ± 0,48 Stunden. Im Darm sind die Stoffwechselprodukte des Morphins, Morphin-3- und Morphin-6-Glucoronide, nach 12 Minuten abgebaut mit einer Plasmahalbwertszeit von 2,8 Stunden für beide. Es wird kein 6-Mononicotinylmorphin gebildet. Die Bioverfügbarkeit des Morphins und seiner wirksamen Metaboliten liegt bei 88 %. Im Urin ist kein Nicomorphin nachweisbar.
Bei intramuskulärer Verabreichung liegt die Plasmahalbwertszeit bei 0,32 ± 0,20 Stunden, mit langsamer Abgabe an den Blutkreislauf. Die Plasmahalbwertszeit von 6-Mononicotinylmorphin liegt ebenso bei etwa 0,39 ± 0,09, was auf die Abgabe als geschwindigkeitsbestimmenden Schritt hinweist. Morphin zeigt eine Plasmahalbwertszeit von 1,38 ± 0,31 Stunden. Morphin wird zu Morphin-3-glucuronid und Morphin-6-glucuronid verstoffwechselt. Die Plasmahalbwertszeit liegt für beide Glucuronide bei etwa 2,6 Stunden (p = 0.07). Es wird kein 6-Mononicotinylmorphin gebildet. Die Bioverfügbarkeit entspricht der bei intravenöser Gabe.

## Handelsnamen
Handelsnamen für Nicomorphin sind z. B. Vilan (A; a. H.: CH, DK), MorZet (NL, a. H.).